# 드루앙
드루앙(Drouant)은 프랑스 파리 2구에 위치한 팔레 가르니에(Palais Garnier) 지역에 잘 알려진 레스토랑이다. 이 레스토랑은 1880년 찰스 드루앙(Charles Drouant)에 의해 설립되었다. 1914년 이래로 드루앙 레스토랑은 프랑스 문학상인 프리 공쿠르상(Prix Goncourt)의 심사위원단을 매년 맞이하고 있으며, 1926년부터는 프리 르노도상(Prix Renaudot)의 심사위원단도 맞이하고 있다. 드루앙 레스토랑의 요리는 셰프 에밀 코트(Émile Cotte)가 이끌고 있다.

## 역사

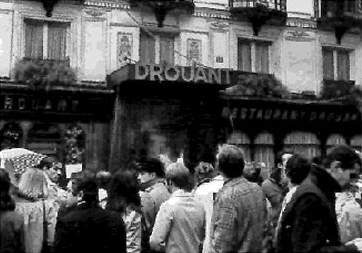
1956년의 드루앙

1880년 찰스 드루앙(Charles Drouant)이 바 및 담배 가게로 창업한 이후, 이곳은 세기가 바뀌는 시기에 브리타니 지역에서 재배된 신선한 굴을 공급받아 인기를 끌게 되었다. 이 굴을 공급한 사람은 찰스 드루앙의 사위로 브리타니에서 굴을 양식하는 일을 하고 있던 사람이었다. 1914년에는 찰스 드루앙의 아들인 쟝 드루앙(Jean Drouant)이 레스토랑을 운영했고, 1946년부터 1976년까지는 쟝의 조카인 동명의 쟝이 이를 이어받았다.  그 후 쟝은 이 레스토랑을 40년간 근무한 아베론 출신인 로베르 파스칼(Robert Pascal)에게 매각했다. 1986년부터 2006년까지 이 레스토랑은 여러 번 소유가 바뀌었는데, 루이 곤다르(Louis Gondard) 셰프 덕분에 1988년 미슐랭 가이드에서 1스타를 받았으며, 2005년에는 2스타를 획득했다.
2006년, 3스타 요리사인 알자시안 출신인 안투안 베스터만(Antoine Westermann)이 드루앙 가족의 한 사람으로서 레스토랑의 셰프이자 소유주가 되었다. 이후 이 곳은 공식적으로 '드루앙 파르 안투안 베스터만(Drouant par Antoine Westermann)'으로 이름이 바뀌었다.
2018년에 Gardinier & Fils 회사의 Gardinier 형제가 레스토랑을 인수했다.

## 요리
2018년부터 Émile Cotte가 드루앙의 셰프로 있었다. 그는 계절에 맞는 식재료를 사용해 프랑스 음식을 제공하고 있다.

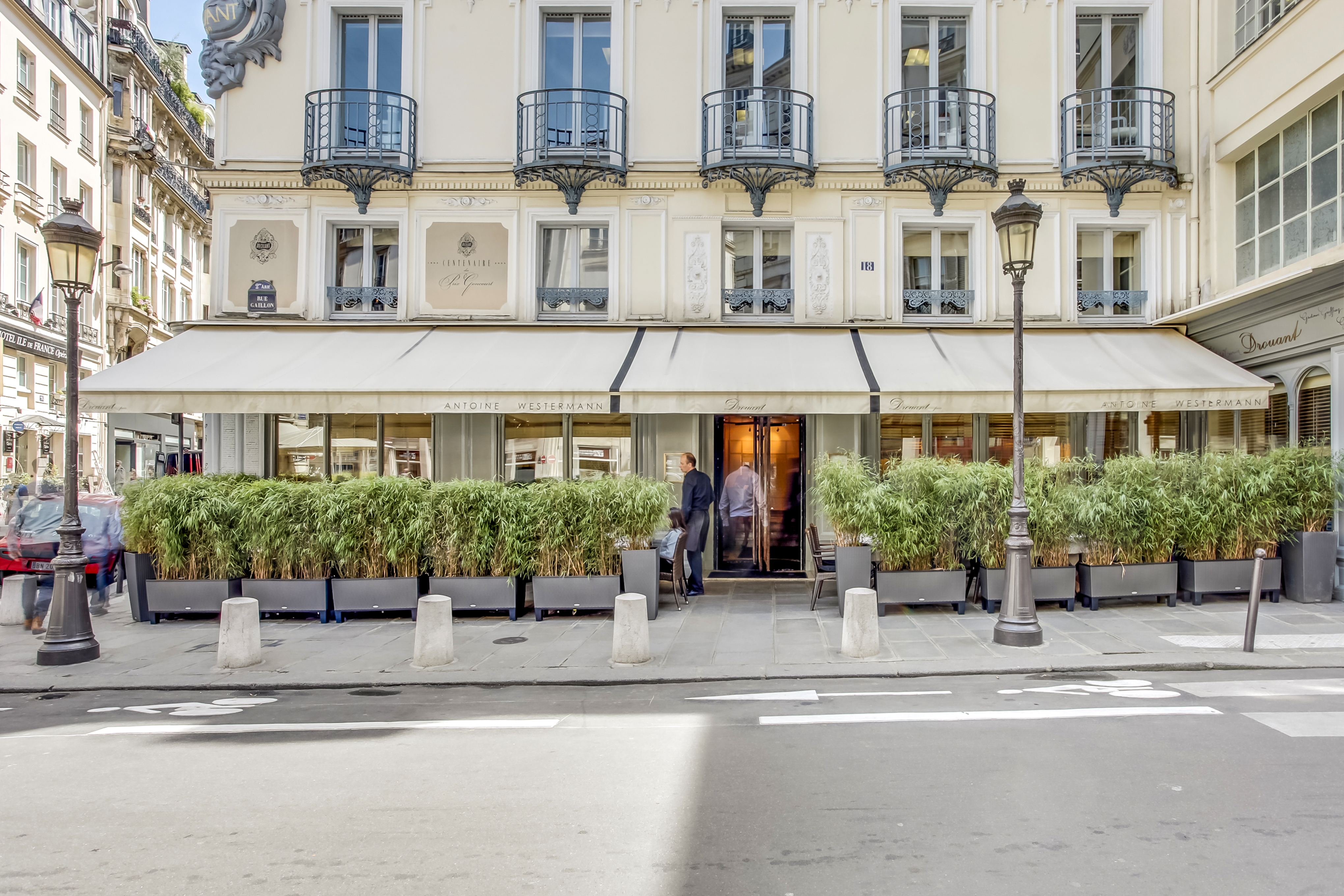
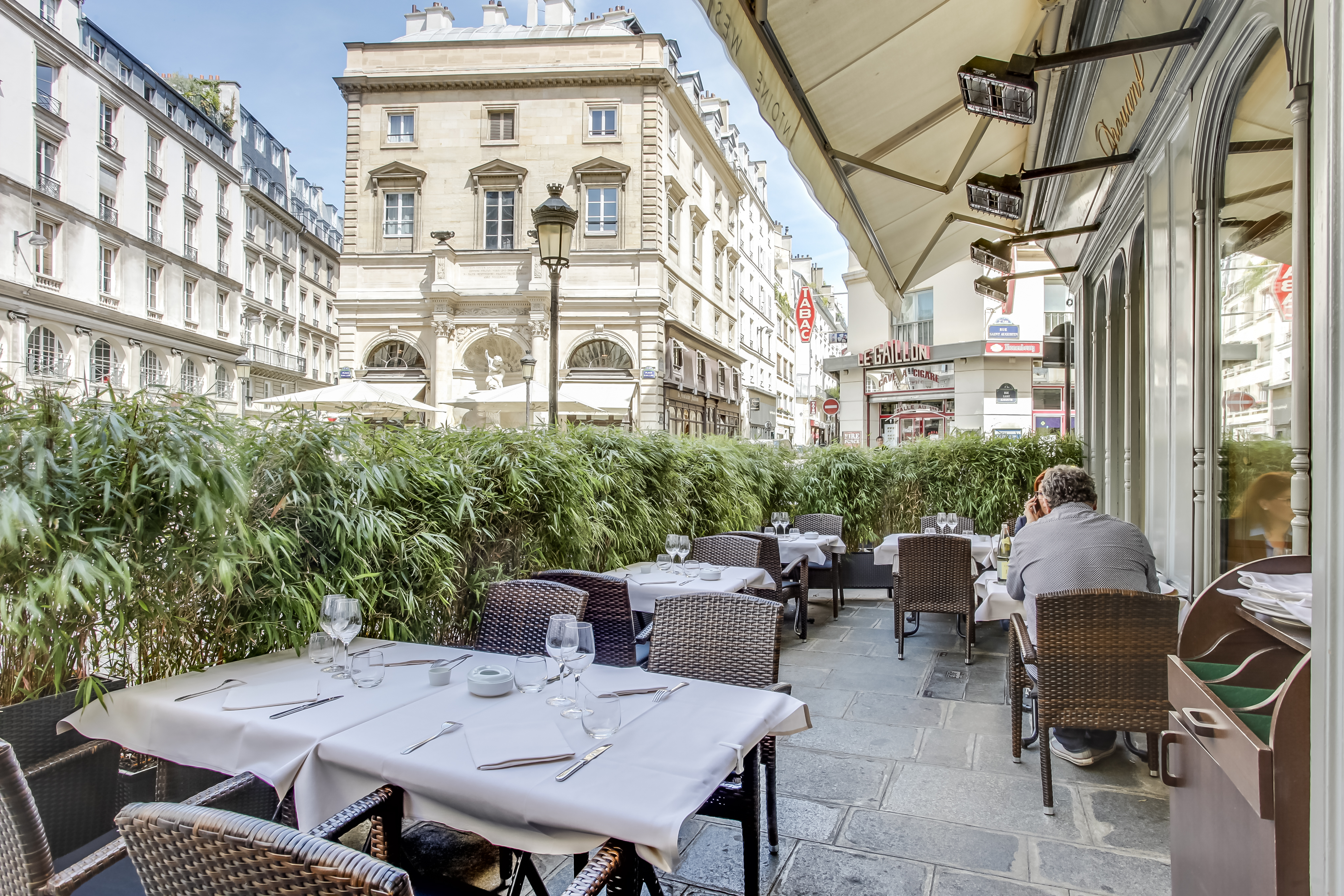
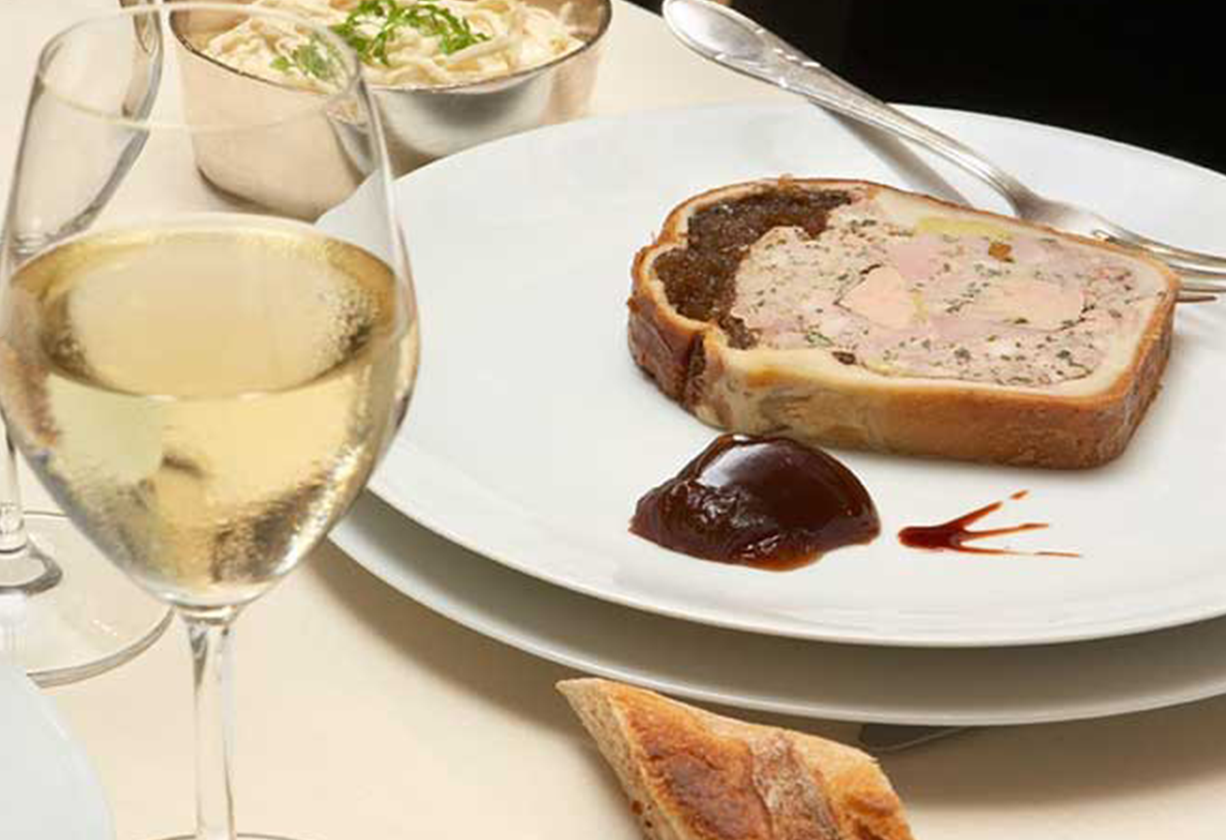
드루앙의파테 앙 크루테.

## 내부 건축
드루앙의 프라이빗 라운지는 상층에 위치해 있다. 건축가 파스칼 데스프레(Pascal Desprez)가 디자인한 1층은 신고전 양식에 영감을 받은 경치가 특징적인 공간이다.
2014년, 프리 공쿠르상 100주년을 기념하여 10명의 심사위원들이 남긴 명언들이 레스토랑의 내부 벽에 새겨졌다.

## 문화

### 프리 공쿠르와 프리 르노도
1914년 10월 31일 이후로 프리 공쿠르상 심사위원들은 매월 첫 번째 화요일에 드루앙의 1층 라운지인 살롱 공쿠르(Salon Goncourt)에서 모이고 있다. 11월 회의에서 심사위원들은 그 해의 공쿠르상 수상작을 투표한다.
1926년 이후로 프리 르노도상 심사위원들은 살롱 르노도(Salon Renaudot)라 불리는 다른 라운지에서 모이고 있다.

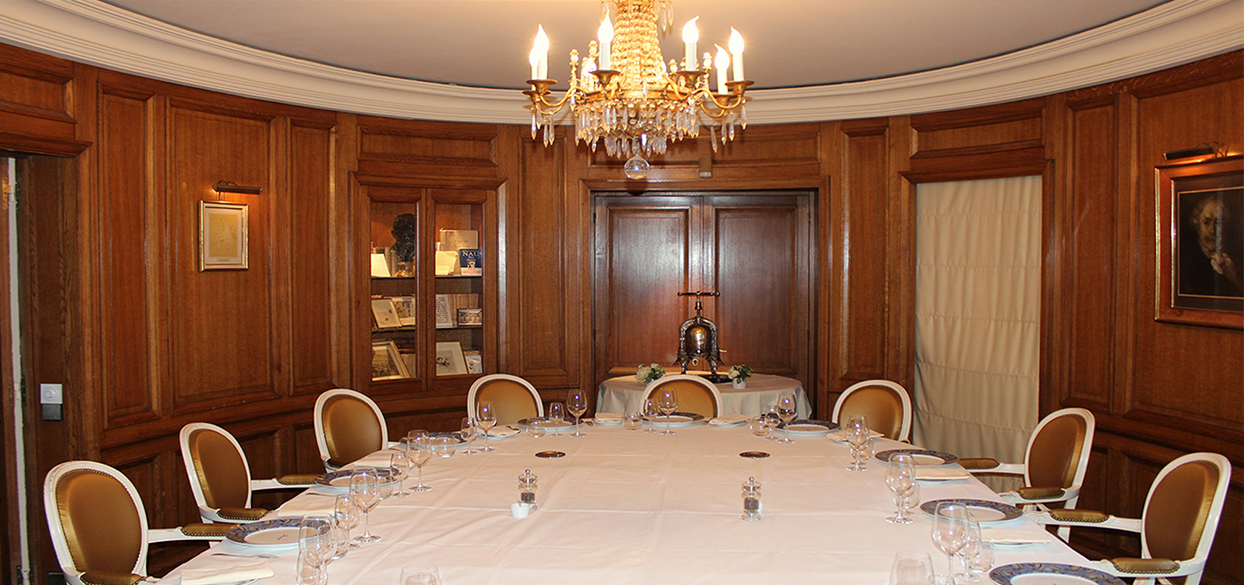
살롱 공쿠르
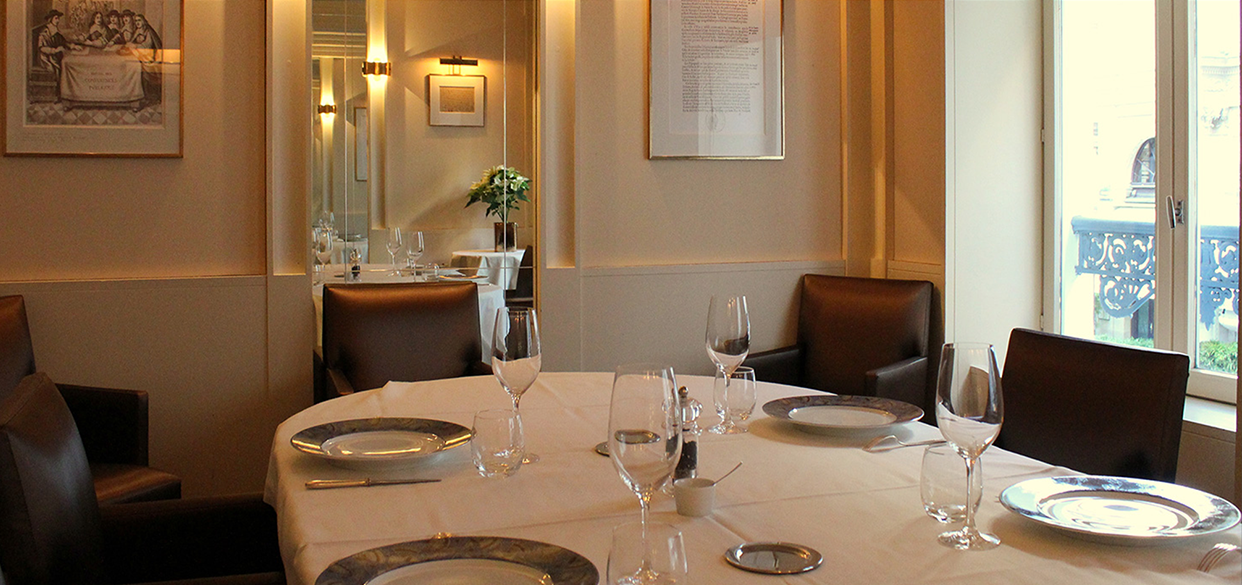
더 살롱 르노도

### 대중문화 속의드루앙
영화 감독 제랄드 우리(Gérard Oury)의 영화 'The Sucker' (1965)의 한 장면이 이 레스토랑에서 촬영되었다.